# Wekweètì
Wekweètì är ett samhälle i Kanada.   Det ligger i territoriet Northwest Territories, i den centrala delen av landet, 3 100 km nordväst om huvudstaden Ottawa. Wekweètì ligger 415 meter över havet och antalet invånare är 141. Det ligger vid sjön Snare Lake.
Terrängen runt Wekweètì är huvudsakligen platt. Wekweètì ligger uppe på en höjd. Trakten runt Wekweètì är nära nog obefolkad, med mindre än två invånare per kvadratkilometer..